# Oscar Ghiglia (pittore)
Oscar Ghiglia (Livorno, 23 agosto 1876 – Prato, 14 giugno 1945) è stato un pittore italiano.

## Biografia
Nato a Livorno dal soldato piemontese Valente e dalla modista Maria Lucia Bartolini, vive un'infanzia complessa causata dalle forti ristrettezze economiche della famiglia dovute alla morte prematura del padre, lavorando presso una fonderia e come garzone.
Dopo una iniziale formazione da autodidatta, su indicazione dell'amico Llewelyn Lloyd segue lezioni di pittura dal vero presso gli studi dei paesaggisti Ugo Manaresi e Guglielmo Micheli; nel 1900 si trasferisce a Firenze, dove frequenta la Scuola Libera del Nudo di Giovanni Fattori e viene a contatto con altri allievi quali Ardengo Soffici, Antonio De Witt, Gustavo Sforni e un giovane Amedeo Modigliani, con il quale condivide l'alloggio, una stretta amicizia e l'interesse per il Secessionismo mitteleuropeo, in particolare nella fase decadentista che riporta ai classici cinquecenteschi (Ritratto della moglie).
Nello stesso anno parte con gli amici artisti alla volta di Parigi per visitare l'Esposizione Universale; in questo periodo entra in contatto con influenti intellettuali del tempo, fra i quali Giovanni Papini ed Emilio Cecchi. Dal 1906 collabora con la rivista Leonardo, fondata dallo stesso Papini e da Giuseppe Prezzolini.
Espone con successo alla Biennale di Venezia del 1901 con Autoritratto e del 1903 con Ritratto di Signora, che raffigura la moglie Isa Morandini
, opera che riscuote l'apprezzamento di critica e pubblico e che gli vale buona fama di ritrattista presso la borghesia fiorentina.
Nel 1902 e nel 1906 è alla Promotrice di Firenze, nel 1904 partecipa con Medusa all'Esposizione internazionale di Saint Louis, dove ottiene una medaglia di bronzo.
Dal 1905 si avvia alla seconda fase stilistica della propria attività, vicina al gusto post-impressionista della scuola francese di Nabis e partecipa per l'ultima volta alla Biennale di Venezia con Ritratto della Signorina Bertina Merzbacher e L'Ava.
Nel 1907 incontra l'importante critico d'arte Ugo Ojetti, uno dei maggiori sostenitori della sua attività e l'anno successivo conosce Gustavo Sforni, giovane pittore e collezionista appartenente a una ricca famiglia ebraica che ne diviene il mecenate, stipendiandolo con 500 lire mensili in cambio di una prelazione sulle sue opere; Sforni contribuisce in modo decisivo alla diffusione in Italia delle opere di Paul Cézanne, il cui stile influenza notevolmente l'arte di Ghiglia.
Nel 1912, per riabilitarsi dalla tubercolosi cronica che lo ha colpito durante l'impiego in fonderia, si trasferisce a Castiglioncello (soggetto prediletto del maestro Fattori) dove si dedica alla riproduzione di paesaggi, marine e nature morte e alla stesura della monografia L'opera di Giovanni Fattori.
Nel 1921 partecipa alla mostra collettiva Arte Italia Contemporanea allestita alla Galleria Pesaro di Milano, nel 1926 è alla mostra del Palazzo della Permanente a Milano, nel 1929 ancora alla Galleria Pesaro con I tre Ghiglia. Oscar, Valentino e Paolo, mentre nel 1935 partecipa alla II Quadriennale di Roma, sua ultima mostra.
Muore all'Ospedale di Prato il 24 giugno 1945.
Due dei suoi tre figli, Paulo e Valentino (il terzo, Erasmo, sposa una nipote di Cristiano Banti) sono entrambi pittori, l'omonimo nipote è un noto chitarrista.
Alcune sue missive, la gran parte delle quali è andata distrutta nel 1943 a seguito del bombardamento della sua abitazione, sono conservate nel Fondo Ghiglia presso il Gabinetto letterario Vieusseux di Firenze.

## Stile
(Amedeo Modigliani da Anselmo Bucci, Ricordi parigini, 1931)
(Giovanni Papini in Vita d'arte: rivista mensile illustrata d'arte antica e moderna, 1908)
Oggetto di recente riabilitazione dopo la scarsa considerazione di critica e pubblico (fatto comune agli artisti attivi negli anni a cavallo dell'epoca fascista), Ghiglia è oggi riconosciuto come uno i maggiori esponenti della corrente dei postmacchiaioli.
Identificato dai suoi contemporanei come artista originale, dotato di uno stile unico, non riconducibile ai macchiaioli né agli impressionisti, ha come cardini di riferimento gli insegnamenti appresi dalla Scuola del Nudo di Fattori e l'attenta analisi delle opere di Paul Cézanne ma anche una chiara influenza, manifestata nel primo decennio di attività, della scuola mitteleuropea e scandinava (Anders Zorn, Vilhelm Hammershøi, Carl Larsson).
Esordisce come ritrattista legato alla borghesia fiorentina: nelle opere esibisce un recupero simbolico degli esempi dell'arte Rinascimentale (Piero della Francesca, Giotto, Tiziano) e dei fiamminghi (Rembrandt), rivalutato però in una moderna chiave secessionista (Ritratto di signora, Ritratto della signorina Bertina Merzbacher), alla quale giunge in modo del tutto autonomo rispetto alle scuole dell'Europa Centrale.
A partire dal 1905 (L'ava) abbandona la visione secessionista, semplificando le forme e accentuando la limpidezza dei colori in una visione appresa dai dettami della corrente di Nabis e in particolare dall'influenza di Maurice Denis e di Félix Vallotton (La camicia bianca, La signora Ojetti al pianoforte), conosciuti nel corso delle mostre della Biennale di Venezia.
Ghiglia vive così il suo periodo di maggior interesse da parte della committenza borghese, che riproduce nella tranquillità di ambienti familiari e domestici.
In seguito, apporta un'ulteriore variazione stilistica dettata dalla forte influenza dei quadri di Paul Cézanne: risale a questo periodo il ciclo delle nature morte, anch'esse riprodotte in ambiente domestico, che avviano un filone che sarà in seguito ripreso da Giorgio Morandi.
L'avvento del Fascismo e del Futurismo lo porta all'isolamento dalla vita culturale, mentre la sua arte si avvicina all'Astrattismo.

## Opere principali
- Autoritratto (1901), olio su tela, collezione privata;
- Ritratto di Gino Morandini (1902), olio su tela, collezione privata;
- L’ava (La nonna) (1904), olio su tela, collezione privata;
- Ritratto della signorina Bertina Merzbacher (1904-1905), olio su tela, collezione privata;
- Isa e Valentino (1906), olio su cartone, collezione privata;
- Autoritratto al cavalletto (1906), olio su tela, collezione privata;
- Ritratto di Llewelyn Lloyd (1907), olio su tela, collezione privata;
- La noia (1907), olio su tela, collezione privata;
- La signora Ojetti nel roseto (1907), olio su tela, collezione privata;
- Ritratto di Giuseppe Prezzolini (1907), olio su tela, collezione privata;
- Tavola imbandita (1908), olio su tela, collezione privata;
- Fulvio de’ Bacci con il cappotto blu (1908), olio su tela, collezione privata;
- Donna che si pettina (La camicia bianca) (1909), olio su tela, collezione privata;
- La toilette della signora Ojetti (Lo specchio) (1909), olio su tela, Galleria d'arte moderna di Firenze, Palazzo Pitti;
- Isa che sbuccia i fagioli (1909), olio su tela, collezione privata;
- La toilette della Signora Ojetti (1909), olio su tela, collezione privata;
- Ugo Ojetti nello studio (1909-1910), olio su tela, collezione privata;
- La signora Ojetti al pianoforte (1910), olio su tela, collezione privata;
- Pomodori (1910), olio su cartone, Palazzo dell'Ente Cassa di Risparmio di Firenze;
- Ritratto di Giovanni Papini (1910-1920), olio su tela, Galleria d'arte moderna di Firenze, Palazzo Pitti;
- Alzata con arance (1912), olio su tela, collezione privata;
- Guido Libertini che legge (1912), olio su tela, collezione privata;
- Ritratto di Elvira Gonnelli (1912), olio su tela, collezione privata;
- Anfore e zucca (1912-1913), olio su tela, collezione privata;
- La sedia rossa (1913), olio su tela, collezione privata;
- Calle e aranci (1913), olio su tela, collezione privata;
- Gustavo Sforni in veranda che legge (1913), olio su tela, collezione privata;
- Autoritratto con Sforni (1913-1914), olio su tela, collezione privata;
- Le mele (1915), olio su tela, collezione privata;
- Il figlio Paulo (1917), olio su tela, collezione privata;
- Ritratto di Isa (1917), olio su cartone, collezione privata;
- Ritratto di Paulo con la barca (1918), olio su tela, collezione privata;
- Alzata con arance (1918), olio su tela, collezione privata;
- Natura morta con vaso di rose (1918), olio su cartone, Palazzo dell'Ente Cassa di Risparmio di Firenze;
- Paulo che legge (1920), olio su tela, collezione privata;
- Natura morta (1920), olio su tela, Museo civico Giovanni Fattori, Livorno;
- Autoritratto (1920), olio su tela, Galleria d'arte moderna di Firenze, Palazzo Pitti;
- Natura morta con vaso di fiori (1920-1925), olio su tavola, Fondazione Livorno;
- Il piatto giallo (1920-1921), olio su tela, Museo d'arte italiana di Lima;
- Fanciulla al pianoforte (1922), olio su cartone, collezione privata;
- La cinese (accordi di colore) (1924), olio su tela, collezione privata;
- Chitarrista (1924), olio su cartone, Museo Nazionale delle Belle Arti, Buenos Aires;
- Natura morta (1925), olio su tela, Galleria d'arte moderna di Firenze, Palazzo Pitti;
- La stampa giapponese (1926-1927), olio su tela, collezione privata;
- Ritratto di Adelaide Banti (1926), olio su tela, Galleria d'arte moderna di Firenze, Palazzo Pitti;
- Ritratto della Signora Massini (1927), olio su tela, collezione privata;
- Pensieri (1935), olio su tela, collezione privata;
- Isa Ghiglia alla toilette (1935), olio su tela, collezione privata;
- Rose rosa (1936), olio su cartone, collezione privata;
- La moglie Isa che riposa (non datato), olio su cartone, collezione privata;
- Ritratto di Erminia Salvini (non datato), olio su tela, Accademia di belle arti di Carrara;
- Testa di donna velata (non datato), olio su cartone, Pinacoteca comunale di Faenza;
- Ritratto della madre (non datato), olio su cartone, Galleria d'arte moderna di Firenze, Palazzo Pitti.
- Due pesci (aringhe),un piatto e un limone" olio su tela, collezione privata;